# Aron Ralston
Aron Lee Ralston (ur. 27 października 1975 w Indianapolis) – amerykański wspinacz, który zwrócił na siebie uwagę opinii publicznej w maju 2003, kiedy został zmuszony do samodzielnej amputacji własnego przedramienia po przygnieceniu go przez głaz w kanionie Blue John w Utah.

## Wypadek
Podczas wyprawy do kanionu Blue John (koło Moab w stanie Utah), Ralston uległ wypadkowi, podczas którego duży głaz przygniótł mu prawe przedramię do ściany kanionu. Ralston wiedział, że nikt mu nie pomoże, ponieważ nie powiedział nikomu o planach swojej wyprawy. Przypuszczając, że umrze, spędził pięć dni, powoli sącząc resztki wody i próbując oswobodzić rękę. Gdy skończyła mu się woda, zaczął pić własny mocz, wydrapał na ścianie z piaskowca swoje imię, datę urodzenia i przewidywaną datę śmierci.
Po pięciu dniach prób podniesienia i rozkruszenia głazu odwodniony Ralston postanowił odciąć swoją już i tak martwą rękę. Za pomocą kostki założył na rękę dźwignię, co spowodowało pęknięcie kości promieniowej oraz łokciowej. Używając tępego ostrza w swoim scyzoryku przeciął tkanki miękkie wokół złamania. Potem użył wbudowanych w scyzoryk kombinerek, aby przerwać ścięgna. Po uwolnieniu się musiał pokonać jeszcze dystans ok. 13 km do swojego samochodu. Aby tam dotrzeć, musiał zjechać na linie z 20-metrowej stromej ściany i wydostać się z kanionu w gorące południowe słońce. Po drodze do samochodu spotkał trzyosobową holenderską rodzinę, która dała mu wodę i jedzenie oraz powiadomiła pogotowie ratunkowe. Ralston zostal przetransportowany do szpitala helikopterem. Jego rękę wydobyli pracownicy parku. Ręka została skremowana a Ralston rozrzucił jej prochy w miejscu wypadku.

### Wspinaczka
Ralston pozostał aktywnym wspinaczem. W 2005 został pierwszą osobą, która wspięła się samotnie w zimie na wszystkie góry w Kolorado o wysokości przekraczającej 4267 metrów (14 000 stóp). Projekt ten rozpoczął w 1998 roku, ale musiał go wstrzymać przez wypadek w Kanionie Blue John.
We wrześniu 2010 Ralston planował wspiąć się na Mount Everest razem z polarnikiem Erikiem Larsenem w celu podniesienia świadomości publicznej dotyczącej problemu zmian klimatu.

### Inne projekty
Ralston opisał swoje doświadczenie w książce pt. „Between a Rock and a Hard Place" (ISBN 0-7434-9281-1), wydanej 7 września 2004 przez Atria Books.

## Film127 godzin
Wypadek Ralstona stał się inspiracją dla brytyjskiego reżysera filmowego Danny'ego Boyle'a, który stworzył na podstawie tego wydarzenia film 127 godzin z Jamesem Franco w roli głównej. Film wszedł do kin w USA 5 listopada 2010 roku, a w Polsce – 18 lutego 2011 roku.